# Веселоивановское
Веселоивановское (укр. Веселоіванівське) — село,
Новоукраинский сельский совет,
Бильмакский район,
Запорожская область,
Украина.
Код КОАТУУ — 2322785403. Население по переписи 2001 года составляло 21 человек.

## Географическое положение
Село Веселоивановское находится на левом берегу реки Каменка,
выше по течению на расстоянии в 2 км расположено село Тополевка,
ниже по течению примыкает село Гоголевка.